# اولکساندر پونوماریف
اولکساندر پونوماریف (به انگلیسی: Oleksandr Ponomariov) (زاده ۹ اوت ۱۹۷۳) خواننده، موسیقی‌دان اوکراینی است.
او نماینده اوکراین در مسابقه آواز یوروویژن ۲۰۰۳ بود.
در سال ۲۰۲۱، اولکساندر پونوماریوف به‌طور فعال با هنرمند مشهور دیگری میخایلو خوما شروع به همکاری کرد. آنها با هم چندین آهنگ را ضبط کردند که به موفقیت تبدیل شدند.